# Hans von Hopfen
Hans Hopfen (München, 1835. január 3. – Groß-Lichterfelde (ma Berlin), 1904. november 19.) lovag, német író.

## Életútja
Hans Mayer néven született Angelotta Mayer (1807–1880) táncosnő és színésznő gyermekeként. Apja, Simon Hopfen zsidó kereskedő akkor ismerte el Hans Hopfent saját gyermekének, amikor az tízéves volt. 1853 és 1858 között Münchenben, a Lajos–Miksa Egyetemen hallgatta a jogi és történelmi előadásokat. 1858-60-ban államszolgálatban volt, 1862-ben Velencében, 1863-ban Párizsban, 1864-ben Bécsben tartózkodott és 1866-tól Berlinben élt. Írt költeményeket is, de főképpen mint termékeny novella- és regényíró működött. Műveit élénk fantázia és eredeti, sokszor kissé nyers humor jellemzi; nem válik azonban javukra írójuknak hajlama az erőszakolt elmésség és sokszor a modoros irány felé. Megemlítjük mintegy két tucat könyve közül: Peregretta (1864); Arge Sitten (1869); Juschu, Tagebuch eines Schauspielers (1875); Die Heirat des Herrn von Waldenburg (1879, 2. kiad. 1884); Der alte Praktikant (1878, 3. kiad. 1891); Die Geschichten des Majors (1879, 3. kiad. 1882); Zum Guten (1885, 2. kiad. 1887); Der Stellvertreter (1891); Glänzendes Elend (1893). Írt esszéket (Streitfragen u. Erinnerungen, 1876) és drámákat is (Theater és Neues Theater, 4 köt.). A Hexenfang és Der König von Thule c. darabjai ebben a gyűjteményben jelentek meg (1893-1894). Színműve: Die Göttin der Vernunft (1894). Művészileg legsikerültebb Hopfen lirikus-epikai műve: Der Pinsel Mings, eine chinesische Geschichte (1868).

## Forrás
- Hopfen. In  A Pallas nagy lexikona. Szerk. Bokor József. Budapest: Arcanum – FolioNET. 1998.  ISBN 963 85923 2 X

## Fordítás
- Ez a szócikk részben vagy egészben  a   Hans von Hopfen című német Wikipédia-szócikk fordításán alapul.  Az eredeti cikk szerkesztőit annak laptörténete sorolja fel. Ez a jelzés csupán a megfogalmazás eredetét és a szerzői jogokat jelzi, nem szolgál a cikkben szereplő információk forrásmegjelöléseként.